# Alexandre Ivanovitch Iakoubovitch
Pour les articles homonymes, voir Iakoubovitch.
Alexandre Ivanovitch Iakoubovitch (en russe : Александр Иванович Якубович), né en 1792 et mort le 3 septembre 1845 à Ienisseïsk, est un officier russe, un des décembristes.

## Biographie
Fils d'Ivan Alexandrovitch Iakoubovitch, il est élevé dans une pension pour garçons nobles liée à l'Université de Moscou. À partir du 21 août 1813, il sert comme cadet dans le régiment des Uhlans de sa majesté, y devient porte-épée le 17 novembre 1814 et le 20 décembre 1816 cornette. Le 20 janvier 1818, après un duel et comme punition, il participe comme enseigne à la guerre du Caucase. Lors de la lutte contre les peuples montagnards du Caucase du Nord avec le 17e Régiment de dragons de Nijni-Novgorod, il est promu lieutenant (23 octobre 1818). Au cours de batailles au Daghestan, il devient capitaine d'état-major (9 août 1820) et, en 1823, est décoré de l'Ordre de Saint-Vladimir de 4e classe avec ruban. Il est blessé à la tête le 24 juin 1823 alors qu'il participe à l'expédition du général Alexei Weljaminow dans la région de Kouban. Il portera alors un bandeau tout le reste de sa vie.
Le 14 juin 1824, promu capitaine, il se rend à la fin 1824 au cabinet médical de Saint-Pétersbourg pour y être soigné. Il y entre en contact avec les décembristes de Neva en 1825 et devient membre de la Société du Nord. Le jour du soulèvement, il devait commander une force pour arrêter la famille du tsar au Palais d'Hiver. Mais, le 14 décembre 1825, il est arrêté puis condamné à mort. Finalement condamné à la déportation à vie, sa peine est réduite à vingt et finalement à quinze ans de travaux forcés. Jusqu'en 1839, il vit dans la Katorga de Nertchinsk puis est autorisé à vivre dans le village de Malaya Rasvodnaya, qui se trouve près d'Irkoutsk.
En 1843, Alexander von Middendorff l'engage pour ses expéditions mais avec l'ordre du gouverneur de la Sibérie orientale suivant : « Le nommé Yakoubovitch ne peut vous assister qu'à condition que rien ne soit publié de lui, même sous un pseudonyme et qu'il ne soit jamais fait mention de son nom dans vos travaux et rapports ».
À l'été 1845, il est employé dans les champs aurifères de l'Ienisseï et meurt d'un œdème pulmonaire à la fin de l'été.
Le 6 octobre 1923, la rue de l'Amirauté près du canal de l'Amirauté de Saint-Pétersbourg a été rebaptisée rue Iakoubovitch en son hommage.